# イキヅライブ! LOVELIVE! BLUEBIRD
『イキヅライブ！ LOVELIVE! BLUEBIRD』（イキヅライブ！ ラブライブ! ブルーバード）は、バンダイナムコフィルムワークス（サンライズ）、バンダイナムコミュージックライブ（ランティス）、KADOKAWA（アスキー・メディアワークス）の3者によるメディアミックスプロジェクト。『ラブライブ!シリーズ』の作品の一つである。

## 概要
架空のインターネット高校・Love学院高等学校（L高）を舞台に活動する10人のスクールアイドルたちによるグループ「いきづらい部!」を主人公としている。
各メンバーが公式Xを開設しており、メンバーによる投稿も行われる。本作はメンバーによるXの投稿やショートドラマの公開など、XとYouTubeをメインにコンテンツを展開する。
原作は矢立肇、原案・メンバーテキストは公野櫻子、キャラクターデザインは田畑壽之が担当している。
2025年2月2日に行われた「LoveLive! Series Asia Tour 2024 〜みんなで叶える物語〜」最終公演にてタイトルが発表され、5月12日よりプロジェクトが始動した。

## ストーリー
高校受験に失敗した高橋ポルカは、中学校の先生の勧めにより、インターネットを活用した通信制の高校「Love高等学校（通称「L高」）」へ入学する。
制服もなければ校舎もない、一般的な高校とはかけ離れたL高に入学したポルカは、かつて流行していた高校生が部活動として活動するアイドル「スクールアイドル」の存在を知り、同じL高の浅草サテライト校に通う3人の女生徒とともに、スクールアイドルの部活動「いきづらい部！」を設立する。
ポルカの「いきづらい部！」を梅田サテライト校、福井サテライト校の生徒たちも知ることになる。
こうして、10人の少女たちによる、新しい「みんなで叶える物語（スクールアイドルプロジェクト）」が始まった。

## 登場人物

### Love学院高等学校

#### いきづらい部！
Love学院高等学校のサテライト校は全国にあり、浅草、福井、梅田、仙台の生徒がいきづらい部！に所属している。

#### 浅草サテライト
高橋 ポルカ（たかはし ぽるか）
声 - 綾咲穂音
誕生日：8月18日 / 血液型：不明 / 身長：157cm
Love学院高等学校浅草サテライトの1年生。
麻布 麻衣（あざぶ まい）
声 - 遠藤璃菜
誕生日：2月13日 / 血液型：B型 / 身長：154cm
Love学院高等学校浅草サテライトの1年生。
五桐 玲（ごとう あきら）
声 - 宮野芹
誕生日：7月9日 / 血液型：O型 / 身長：164cm
Love学院高等学校浅草サテライトの1年生。
駒形 花火（こまがた はなび）
声 - 藤野こころ
誕生日：6月11日 / 血液型：A型 / 身長：160cm
Love学院高等学校浅草サテライトの1年生。

#### 福井サテライト
金澤 奇跡（かなざわ みらくる）
声 - 坂野愛羽
誕生日：3月2日 / 血液型：AB型 / 身長：152cm
Love学院高等学校福井サテライトの2年生。
調布 のりこ（ちょうふ のりこ）
声 - 瀬古梨愛
誕生日：4月4日 / 血液型：B型 / 身長：153cm
Love学院高等学校福井サテライトの1年生。

#### 梅田サテライト
春宮 ゆくり（はるみや ゆくり）
声 - 奥村優季
誕生日：9月22日 / 血液型：B型 / 身長：165cm
Love学院高等学校梅田サテライトの1年生。
此花 輝夜（このはな おーろら）
声 - 天沢朱音
誕生日：1月3日 / 血液型：O型 / 身長：162cm
Love学院高等学校梅田サテライトの2年生。
山田 真緑（やまだ みどり）
声 - 小戸森穂花
誕生日：5月7日 / 血液型：A型 / 身長：155cm
Love学院高等学校梅田サテライトの1年生。

#### 仙台サテライト
佐々木 翔音（ささき しおん）
声 - 涼ノ瀬葵音
誕生日：11月11日 / 血液型：？ / 身長：？
Love学院高等学校仙台サテライトの1年生。当初は別の学校に在籍していたが、不登校からL高へと転校し、いきづらい部！へと加入した。

### キャラクター
- 高橋ポルカ@いきづらい部！ (@polka_lion) - X
- 麻布麻衣@いきづらい部！ (@My_Mai_Eld) - X
- 五桐 玲@いきづらい部！ (@G_Akky304250) - X
- 駒形花火@いきづらい部！ (@hanabistarmine) - X
- 金澤奇跡@いきづらい部！ (@MiracleGoldSP) - X
- 調布のりこ@いきづらい部！ (@Noricco_U) - X
- 春宮ゆくり@いきづらい部！ (@Yukuri_talk) - X
- 此花輝夜@いきづらい部！ (@Rollie_twinkle) - X
- 山田真緑@いきづらい部！ (@LittlegreenCom) - X
- 佐々木翔音@いきづらい部！ (@ShaunTheBunny) - X